# ۱۳ دسامبر
۱۳ دسامبر سیصد و چهل و هفتمین (در سال‌های کبیسه سیصد و چهل و هشتمین) روز سال در گاه‌شماری میلادی است. ۱۸ روز تا پایان سال باقی‌است.

## رویدادها
- ۱۹۷۴ - کشور مالت به عضویت کشورهای مشترک المنافع درآمد.
- ۲۰۰۲ - پذیرش کشورهای قبرس، چک، استونی، مجارستان، لاتویا، لیتوانی، مالت، لهستان، اسلواکی و اسلوونی به عضویت در اتحادیه اروپا
- ۲۰۰۳ - دستگیری صدام حسین توسط نیروهای آمریکایی

## زادروزها
- ۱۹۲۹ - کریستوفر پلامر، بازیگر کانادایی
- ۱۹۶۷ - جیمی فوکس، بازیگر و خواننده آمریکایی
- ۱۹۸۹ - تیلور سوئیفت، خواننده آمریکایی

## درگذشت‌ها
- ۱۹۴۴ - واسیلی کاندینسکی، نقاش اهل روسیه
- ۲۰۰۱ - چاک شولدینر، نوازنده گیتار، آهنگساز و آفریننده سبک دث متال آمریکایی

## جُستارهای وابسته
- ویکی‌پدیا:یادبودهای برگزیده/۱۳ دسامبر